# Anua inangulata
Anua inangulata är en fjärilsart som beskrevs av M.Gaede 1917. Anua inangulata ingår i släktet Anua och familjen nattflyn. Inga underarter finns listade i Catalogue of Life.